# تيرني ستيفنز
تيرني ستيفنز (بالإنجليزية: Turney Stevens)‏ هو مصرفي الاستثمار ‏ أمريكي، ولد في عقد 1950.